# عساب (جبلة)

تعديل مصدري - تعديل

عساب هي إحدى قرى عزلة الثوابي بمديرية جبلة التابعة لمحافظة إب، بلغ تعداد سكانها 850 نسمة حسب تعداد اليمن لعام 2004.